# Jennifer Goolsbee

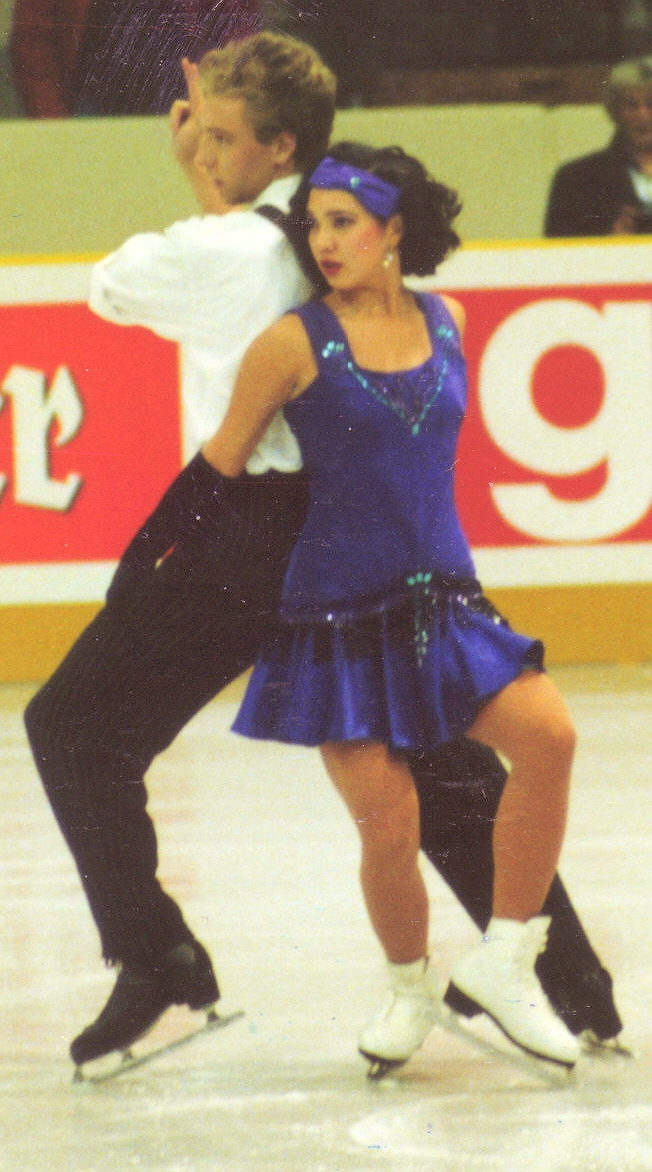
Jennifer Goolsbee und Hendryk Schamberger bei den Deutschen Meisterschaften 1992 in Berlin

Jennifer Goolsbee (* 6. September 1968 in Detroit, Michigan, USA) ist eine Eiskunstläuferin und war Eistänzerin.

## Leben
1987 nahm Jennifer Goolsbee für die USA an den Juniorenweltmeisterschaften teil. Sie lief dort mit Peter Chupa und wurde Zwölfte. Später lief Jennifer Goolsbee mit James Schilling vom Seattle SC. Sie selbst startete für den Detroiter SC.
Seit 1990 startete sie mit dem Deutschen Hendryk Schamberger international für Deutschland für den EC Oberstdorf. Sie nahm auch die deutsche Staatsbürgerschaft an, so dass sie 1994 bei den Olympischen Spielen für Deutschland starten konnte. Sie spricht neben ihrer Muttersprache Englisch fließend Deutsch und auch Russisch. Den deutschen Pass gab sie 1995 wieder ab.
Das Paar Jennifer Goolsbee & Hendryk Schamberger trainierte in Oberstdorf bei Eistanztrainer Martin Skotnický. Nach 1995 lief Jennifer Goolsbee zusammen mit Samwel Gesaljan, der später für Armenien startete, und gewann mit ihm 1997 erneut den Deutschen Meistertitel im Eistanzen. Später im Jahr 1997 traten Jennifer Goolsbee und Hendryk Schamberger wieder zusammen bei Schaulaufen auf.
Jennifer Goolsbee ging wieder zurück in die USA. Sie tourte zunächst als Tänzerin und wurde später Trainerin beim Rocky Mountain Figure Skating Club.
Sie ist verheiratet und heißt jetzt Schneble.

## Erfolge/Ergebnisse
Olympische Spiele
- 1994 – 9. Rang mit Hendryk Schamberger

Weltmeisterschaften
- 1991 – 17. Rang mit Hendryk Schamberger
- 1992 – 11. Rang mit Hendryk Schamberger
- 1993 – 12. Rang mit Hendryk Schamberger
- 1994 – 7. Rang mit Hendryk Schamberger
- 1995 – 11. Rang mit Hendryk Schamberger

Juniorenweltmeisterschaften Eistanz
- 1987 – 12. Rang mit Peter Chupa für die USA

Europameisterschaften
- 1991 – 11. Rang mit Hendryk Schamberger
- 1992 – 10. Rang mit Hendryk Schamberger
- 1993 – 10. Rang mit Hendryk Schamberger
- 1994 – 9. Rang mit Hendryk Schamberger
- 1995 – 8. Rang mit Hendryk Schamberger

Deutsche Meisterschaften Eistanz
- 1991 – 2. Rang mit Hendryk Schamberger
- 1992 – 1. Rang mit Hendryk Schamberger
- 1993 – 1. Rang mit Hendryk Schamberger
- 1994 – 1. Rang mit Hendryk Schamberger
- 1995 – 1. Rang mit Hendryk Schamberger
- 1997 – 1. Rang mit Samwel Gesaljan

| Personendaten    | Personendaten                     |
| ---------------- | --------------------------------- |
| NAME             | Goolsbee, Jennifer                |
| KURZBESCHREIBUNG | US-amerikanische Eiskunstläuferin |
| GEBURTSDATUM     | 6. September 1968                 |
| GEBURTSORT       | Detroit, Michigan, USA            |